# Genera Plantarum

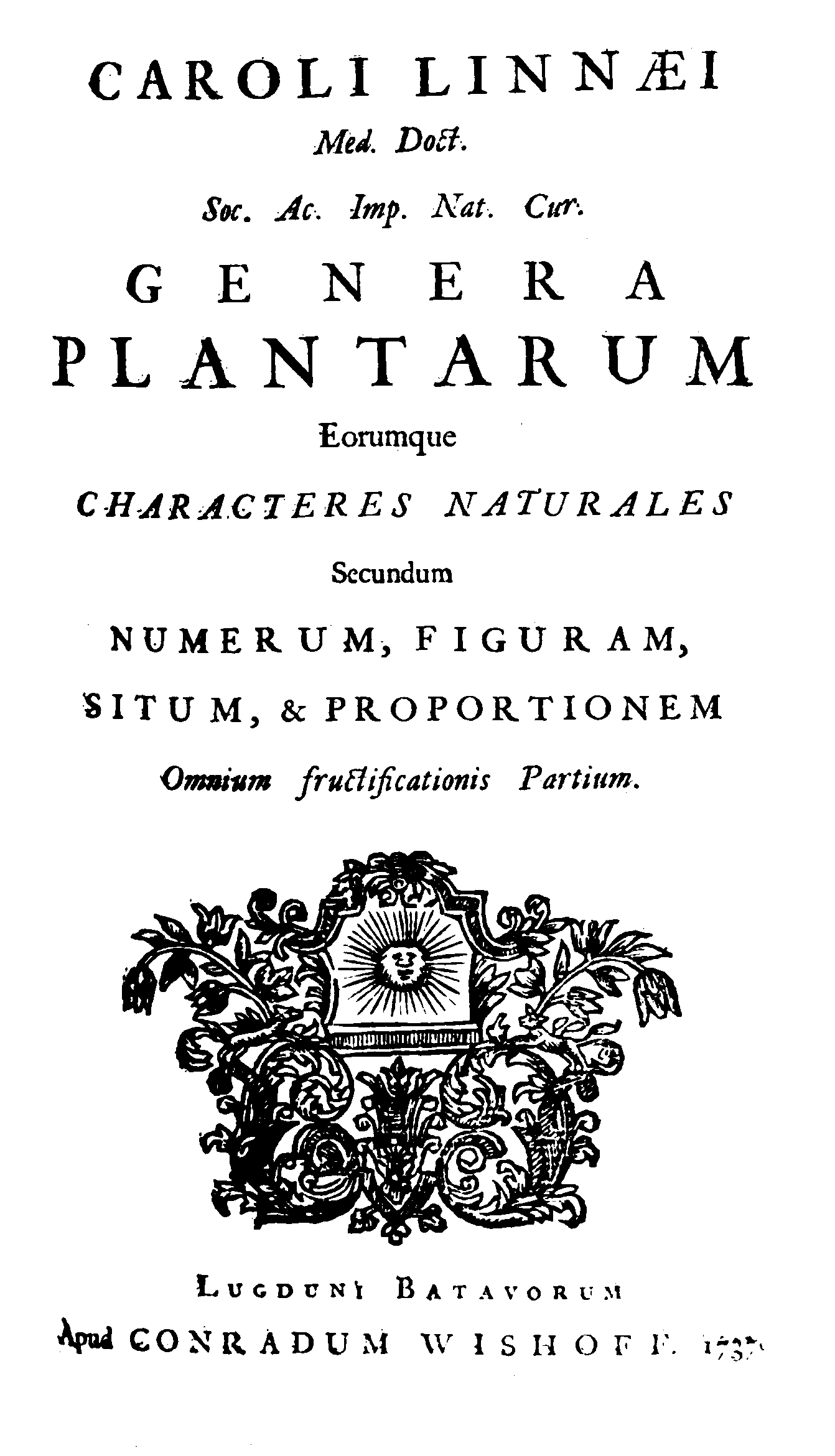
Titelblatt der 1. Auflage von Genera Plantarum. Leiden, 1737

Genera Plantarum ist der Titel eines Werkes von Carl von Linné, in dem er die von ihm gemäß seinem Sexualsystem der Pflanzen akzeptierten Pflanzengattungen beschrieb. Von besonderer nomenklatorischer Bedeutung sind die 5. Auflage (1754) und die 6. Auflage (1764).

## Werk
Die erste Auflage erschien 1737 unter dem vollständigen Titel Genera plantarum eorumque characteres naturales secundum numerum, figuram, situm, & proportionem omnium fructificationis partium (deutsch: „Die Gattungen der Pflanzen und ihre natürliche Kennzeichnung, gemäß Anzahl, Gestalt, Lage und Proportion aller Fruchtbildungsorgane“) in Leiden bei Conrad Wishoff.
Die Erstausgabe ist dem niederländischen Arzt und Botaniker Herman Boerhaave gewidmet. Sie enthält eine von Georg Dionysius Ehret gezeichnete Tafel mit dem Titel Caroli Linnaei classes sive literae, auf der die Unterscheidungsmerkmale der 24 Pflanzenklassen dargestellt werden, die von Linné jedoch ohne das Wissen Ehrets verwendet wurde.

### Entstehungsgeschichte
Am 24. September 1735 zog Linne auf das Anwesen von George Clifford in Hartekamp um dessen umfangreiche Sammlung zu katalogisieren. Bereits 1735, in der ersten Auflage von Systema Naturae, hatte er das Pflanzenreich in 24 Klassen mit zahlreichen Ordnungen unterteilt. In dem ein Jahr später veröffentlichten Fundamenta Botanica legte er unter anderem seine Definition der einzelnen Fruchtbildungsorgane (Kapitel IV.) und Regeln zur Benennung von Pflanzen (Kapitel VII.) dar.
Auf dieser Grundlage untersuchte Linné die Blüten von mehr als 8000 Pflanzen. Er verwarf mehr als die Hälfte der bestehenden Gattungsnamen und beschrieb zahlreiche Gattungen zum ersten Mal. Die Erklärung für sein rigoroses Umgehen mit den bestehenden Gattungsnamen lieferte er wenig später in Critica Botanica nach.

### Inhalt
In der ersten Auflage von Genera Plantarum beschrieb Linné 935 Gattungen. Noch im selben Jahr beschrieb er in seiner Schrift Corollarium generum plantarum, exhibens genera plantarum sexaginta, addenda prioribus characteribus, expositis in generibus plantarum. Accedit methodus sexualis (Leiden, 1737) weitere 60 Gattungen. Die sechste, von Linné selbst noch bearbeitete, Auflage von 1764 umfasste bereits 1239 Gattungen.
Die Gattungen kennzeichnete er anhand von 26 Merkmalen:

„Die natürlichen Kennzeichen sind alle Teile der Blumenorgane:
- am Kelch: Hülle (1), Scheide (2), Blumendecke (3), Kätzchen (4), Bälglein (5), Haube (6)
- an der Krone: Röhre oder Nägel (7), Mündung (8), Honigbehälter (9)
- an Staubfäden: Träger (10), Staubbeutel (11)
- am Stempel: Fruchtknoten (12), Griffel (13), Narbe (14)
- Früchte: Kapsel (15), Schote (16), Hülse (17), Nuss (18), Steinfrucht (19), Beere (20), Kernfrucht (21)
- Samen (22) und dessen Krone (23)
- Boden der Blume (24), der Staubfäden (25) und des Fruchtknotens (26).“

Linnés Gattungsdiagnosen sind nach dem folgenden Schema aufgebaut:
| Abkürzung | Latein   | Deutsch      |
| --------- | -------- | ------------ |
| Cal.      | Calyx    | Kelch        |
| Cor.      | Corolla  | Krone        |
| Stam.     | Stamina  | Staubblätter |
| Pist.     | Pistill  | Stempel      |
| Per.      | Pericarp | Fruchtwand   |
| Sem.      | Semen    | Samen        |

Seine lateinische Beschreibung der Gattung Plumeria sieht beispielsweise wie folgt aus:
```
219.
 
 
 
 
PLUMERIA. 
Tournef.
 439.
 

Cal.
 
Perianthium
 quinquepartitum, obtusum, minimum.

Cor.
 
Petalum
 infundibuliforme. 
Tubus
 longus, sensim amplia-

 
 
 
tus. 
Limbus
 quinquepartitus, erecto-patens: 
laciniis
 ovato-

 
 
 
oblongis, cum sole flexis.

Stam.
 
Filamenta
 quinque, subulata, e medio tubi. 
Antherae
 con-

 
 
 
niventes

Pist.
 
Germen
 oblongum, bifidum. 
Styli
 vix ulli. 
Stigma
 du-

 
 
 
plex, acuminatum.

Per.
 
Folliculi
 duo, longi, acuminati, ventricosi, deorsum fle-

 
 
 
xi, nutantes, uniloculares, univalves.

Sem.
 numerosa, oblonga, membranae majori ovatae ad basin in-

 
 
 
serta, imbricata.
```

### Ordines Naturalesin der 6. Auflage
Am Ende der 6. Auflage Genera Plantarum von 1764 listet Linné unter dem Titel Ordines Naturales 58 Ordnungen auf und gibt im Anschluss daren einen Überblick, welche seiner Gattungen in welche Ordnung gehören. Linnés Sexualsystem der Pflanzen beruhte auf der Annahme, dass der „Schöpfer“ alle bekannten Arten schuf: „Species tot numeramus, quot diversae formae in principio sunt creatae.“ („Es gibt so viele Arten, als Gott am Anfang als verschiedene Gestalten geschaffen hat“). Diese Annahme findet sich zuerst unter der Nummer 157 in Fundamenta Botanica (1736) und später in ausgearbeiteter Form in Philosophia Botanica (1751). In Ordines Naturales wich er davon ab. Linné geht davon aus, dass der „Schöpfer“ die in der Natur vorhandenen „Ordnungen“ erschuf. Aus diesen konstruierte der „Allmächtige“ die „Gattungen“. Auf natürliche Weise entstanden daraus, durch Kreuzung – wie Linné spekulierte – die Arten.

### Nachwirkungen
Linnés Herangehensweise blieb nicht ohne Kritik. Prominenteste Kritiker waren Johann Amman und insbesondere Johann Georg Siegesbeck.
Nach dem Tod von Linné gaben die deutschen Autoren Johann Jacob Reichard, Johann Christian Daniel Schreber und Kurt Sprengel erweiterte Neuauflagen von Genera Plantarum heraus.
Linnés Werk Species Plantarum enthält keine Gattungsbeschreibungen. Im Internationalen Code der Nomenklatur für Algen, Pilze und Pflanzen (ICN) ist im Artikel 13.4 festgelegt, dass die Gattungsnamen der 1. Auflage von Species Plantarum (1753) mit denen in der 5. Auflage von Genera Plantarum (1754) verbunden sind. Gleiches gilt für 2. Auflage von Species Plantarum (1762–1763) und die 6. Auflage von Genera Plantarum (1764).

### Auflagen
- 1. Auflage, Leiden, 1737, 4° – 935 Gattungen
- 2. Auflage, Leiden, 1742, 4° – 1021 Gattungen
- 3. Auflage, Paris, 1743, 8°
- 4. Auflage, Halle-Magdeburg, 1752, 8° – 1090 Gattungen
- 5. Auflage, Stockholm, 1754, 8° – 1105 Gattungen
- 6. Auflage, Stockholm, 1764, 8° – 1239 Gattungen
- 7. Auflage, Frankfurt am Main, 1778, 8°; durch Johann Jacob Reichard – 1343 Gattungen

- 8. Auflage, Frankfurt am Main, 1789–1791, 8°; durch Johann Christian von Schreber – 1766 Gattungen
- 9. Auflage, Göttingen, 1830–1831, 8°; durch Kurt Sprengel

## Nachweise